# Yakovkin (cráter)

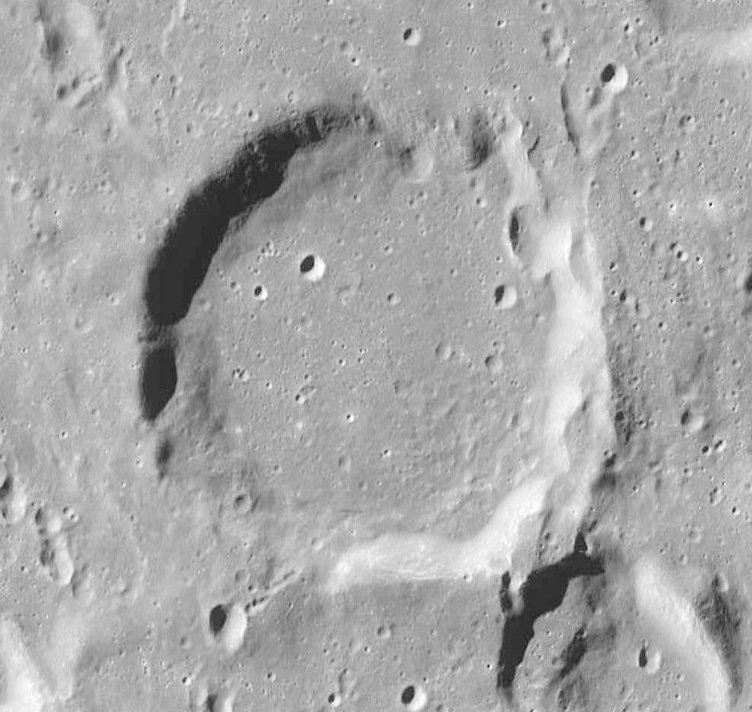
Fotografía de la misión
Lunar Reconnaissance Orbiter

Yakovkin es un cráter de impacto que se encuentra muy cerca del extremo suroeste de la Luna. Está ubicado al noroeste del cráter Pingré, y fue designado Pingré H antes de que la UAI adoptase su nombre actual. La proximidad de este cráter al limbo le da una apariencia escorzada, obstaculizando su observación desde la Tierra.
|  |

El borde irregular de este cráter tiene una forma poligonal, en lugar de formar un círculo simple. El suelo interior ha sido inundado por la lava, dejando una pared interna relativamente pequeña. Casi carece de rasgos distintivos, con solo unos pocos cráteres pequeños que marcan la superficie. El terreno circundante parece haber sido regenerado por la lava, y está marcado tan solo por cráteres pequeños o poco profundos. El terreno más al noreste es considerablemente más accidentado y desigual.
El cráter se encuentra dentro de la Cuenca Mendel-Rydberg, una depresión de 630 km de ancho creada por un impacto en el Período Nectárico.